# Ленинский район (Тульская область)
Ле́нинский райо́н — административно-территориальная единица (район) в Тульской области России. Административный центр — посёлок Ленинский (в 1949—2014 годы — посёлок городского типа).
В рамках организации местного самоуправления все населённые пункты района вместе с областным центром входят в состав муниципального образования городской округ город Тула.

## География
Район расположен в центре области вокруг города Тулы. Площадь 1351,21 км². Основные реки — Упа и её притоки Сежа, Тулица, Волоть, Непрейка, Шат, Нюховка.

## История
Район образован 21 августа 1939 года за счет разукрупнения Тульского района с центром в поселке Домман-Асфальтового завода, которому присвоено наименование Ленинский. В состав района вошло 30 сельсоветов и рабочий поселок Плеханово.
В 1963 году район был ликвидирован, посёлки Ленинский и Плеханово переданы в подчинение Зареченскому райсовету города Тулы.
В 1965 году Ленинский район был восстановлен, в него вошла также территория упраздненного Косогорского района.
В рамках организации местного самоуправления с 2006 до 2014 гг. на территории района существовало одноимённое муниципальное образование со статусом муниципального района, упразднённого и объединённого вместе с областным центром в единое муниципальное образование город Тула со статусом городского округа.

## Население
| 1959    | 1970    | 1979    | 1989    | 2002    | 2009    |
| ------- | ------- | ------- | ------- | ------- | ------- |
| 40 922  | ↗68 062 | ↗68 926 | ↗70 013 | ↘64 412 | ↘59 665 |
| 2010    | 2011    | 2012    | 2013    | 2014    | 2020    |
| ↗63 355 | ↘63 246 | ↗64 141 | ↘64 099 | ↘64 095 | ↗67 355 |
| 2021    |         |         |         |         |         |
| ↗75 001 |         |         |         |         |         |

### Урбанизация
По переписи населения 2002 года городское население составляло 35,4 %, сельское население — 64,6 %. В 2005 году рабочий посёлок (пгт) Барсуки преобразован в сельский населённый пункт (посёлок).
По переписи населения 2010 года городское население составляло 25,6 %, сельское население — 74,4 %.
После преобразования рабочих посёлков (пгт) Ленинский и Плеханово в сельские населённые пункты (посёлки), всё население района с 2014 года — сельское.

## Территориальное деление
Ленинский район в рамках административно-территориального устройства включает 17 сельских округов:
| №  | Административно-территориальная единица | Код ОКАТО  | Население 2002 (чел.) | Соответствие сельскому/городскому поселению до 2014 года |
| -- | --------------------------------------- | ---------- | --------------------- | -------------------------------------------------------- |
| 1  | Алёшинский сельский округ               | 70 232 804 | 1620                  | СП Фёдоровское                                           |
| 2  | Архангельский сельский округ            | 70 232 808 | 1119                  | СП Рождественское                                        |
| 3  | Барсуковский сельский округ             | 70 232 811 | 13722                 | ГП рп Ленинский                                          |
| 4  | Бежковский сельский округ               | 70 232 812 | 1596                  | СП Шатское                                               |
| 5  | Варфоломеевский сельский округ          | 70 232 820 | 465                   | СП Обидимское                                            |
| 6  | Зайцевский сельский округ               | 70 232 824 | 1720                  | СП Иншинское                                             |
| 7  | Ильинский сельский округ                | 70 232 816 | 5697                  | СП Ильинское                                             |
| 8  | Иншинский сельский округ                | 70 232 856 | 3338                  | СП Иншинское                                             |
| 9  | Медвенский сельский округ               | 70 232 838 | 1809                  | СП Медвенское                                            |
| 10 | Октябрьский сельский округ              | 70 232 846 | 3376                  | СП Рождественское                                        |
| 11 | Прилепский сельский округ               | 70 232 830 | 1851                  | СП Ильинское                                             |
| 12 | Рассветовский сельский округ            | 70 232 862 | 4929                  | СП Иншинское                                             |
| 13 | Рождественский сельский округ           | 70 232 864 | 2533                  | СП Рождественское                                        |
| 14 | Торховский сельский округ               | 70 232 872 | 1131                  | СП Медвенское                                            |
| 15 | Фёдоровский сельский округ              | 70 232 876 | 2937                  | СП Фёдоровское                                           |
| 16 | Хрущёвский сельский округ               | 70 232 884 | 13730                 | СП Хрущёвское и ГП рп Плеханово                          |
| 17 | Шатский сельский округ                  | 70 232 888 | 2839                  | СП Шатское                                               |

История административно-муниципального устройства
В рамках организации местного самоуправления к 2006 году в границах района был создан муниципальный район, в составе которого были выделены 10 муниципальных образований:
- 2 городских поселения:
  - рабочий посёлок Ленинский — с 2015 года включён в состав новообразованного Зареченского территориального округа муниципального образования город Тула
  - рабочий посёлок Плеханово — с 2015 года включён в состав новообразованного Зареченского территориального округа муниципального образования город Тула
- и 8 сельских поселений:
  - Ильинское — п. Ильинка — с 2015 года включено в состав новообразованного Центрального территориального округа муниципального образования город Тула
  - Иншинское — п. Иншинский — с 2015 года включено в состав новообразованного Привокзального территориального округа муниципального образования город Тула
  - Медвенское — п. Молодёжный — с 2015 года включено в состав новообразованного Пролетарского территориального округа муниципального образования город Тула
  - Обидимское — п. Обидимо — с 2015 года включено в состав новообразованного Зареченского территориального округа муниципального образования город Тула
  - Рождественское — п. Рождественский — с 2015 года включено в состав новообразованного Зареченского территориального округа муниципального образования город Тула
  - Фёдоровское — с. Фёдоровка — с 2015 года включено в состав новообразованного Привокзального территориального округа муниципального образования город Тула
  - Хрущевское — с. Хрущево — с 2015 года включено в состав новообразованного Зареченского территориального округа муниципального образования город Тула
  - Шатское — п. Шатск — с 2015 года включено в состав новообразованного Пролетарского территориального округа муниципального образования город Тула.

В 2014 году муниципальный район был упразднён, а его территория включена в состав городского округа город Тула
Как административно-территориальная единица области Ленинский район сохраняет свой статус.

## Населённые пункты
В состав района входят 246 сельских населённых пунктов.
| №   | Населённый пункт        | Тип             | Население (чел.) | Сельский округ района | Муниципальное образование муниципального района до 2015 года | Территориальный округ МО г. Тула с 2015 года |
| --- | ----------------------- | --------------- | ---------------- | --------------------- | ------------------------------------------------------------ | -------------------------------------------- |
| 1   | Акулинино               | деревня         | 27               | Шатский               | Шатское                                                      | Пролетарский ТО                              |
| 2   | Акульшино               | деревня         | 8                | Октябрьский           | Рождественское                                               | Зареченский ТО                               |
| 3   | Алексеевка              | деревня         | 74               | Фёдоровский           | Фёдоровское                                                  | Привокзальный ТО                             |
| 4   | Алёшня                  | село            | ↘1194            | Алёшинский            | Фёдоровское                                                  | Привокзальный ТО                             |
| 5   | Алферьево               | деревня         | 5                | Торховский            | Медвенское                                                   | Пролетарский ТО                              |
| 6   | Архангельское           | село            | ↗929             | Архангельский         | Рождественское                                               | Зареченский ТО                               |
| 7   | Астафьево               | деревня         | 10               | Зайцевский            | Иншинское                                                    | Привокзальный ТО                             |
| 8   | Бабанино                | деревня         | 0                | Торховский            | Медвенское                                                   | Пролетарский ТО                              |
| 9   | Балабаевка              | деревня         | 59               | Бежковский            | Шатское                                                      | Пролетарский ТО                              |
| 10  | Балакирево              | деревня         | 17               | Зайцевский            | Иншинское                                                    | Привокзальный ТО                             |
| 11  | Барсуки                 | деревня         | →1108            | Хрущевский            | Хрущевское                                                   | Зареченский ТО                               |
| 12  | Барсуки                 | посёлок         | ↘3064            | Барсуковский          | рп Ленинский                                                 | Зареченский ТО                               |
| 13  | Барыбинка               | деревня         | 27               | Медвенский            | Медвенское                                                   | Пролетарский ТО                              |
| 14  | Барыково                | деревня         | 27               | Прилепский            | Ильинское                                                    | Центральный ТО                               |
| 15  | Барыково                | село            | ↘122             | Фёдоровский           | Фёдоровское                                                  | Привокзальный ТО                             |
| 16  | Батищево                | деревня         | 3                | Алёшинский            | Фёдоровское                                                  | Привокзальный ТО                             |
| 17  | Бежка                   | деревня         | 79               | Бежковский            | Шатское                                                      | Пролетарский ТО                              |
| 18  | Беликово                | деревня         | 31               | Зайцевский            | Иншинское                                                    | Привокзальный ТО                             |
| 19  | Белое Поле              | деревня         | 3                | Октябрьский           | Рождественское                                               | Зареченский ТО                               |
| 20  | Беломутово              | деревня         | 35               | Фёдоровский           | Фёдоровское                                                  | Привокзальный ТО                             |
| 21  | Березовка               | деревня         | 3                | Прилепский            | Ильинское                                                    | Центральный ТО                               |
| 22  | Берники                 | деревня         | ↘30              | Алёшинский            | Фёдоровское                                                  | Привокзальный ТО                             |
| 23  | Берники                 | посёлок станции | ↗25              | Алёшинский            | Фёдоровское                                                  | Привокзальный ТО                             |
| 24  | Большая Еловая          | деревня         | ↘200             | Ильинский             | Ильинское                                                    | Центральный ТО                               |
| 25  | Большая Стрекаловка     | деревня         | 12               | Прилепский            | Ильинское                                                    | Центральный ТО                               |
| 26  | Большие Кузьменки       | деревня         | 0                | Зайцевский            | Иншинское                                                    | Привокзальный ТО                             |
| 27  | Большое Хлыново         | деревня         | 2                | Фёдоровский           | Фёдоровское                                                  | Привокзальный ТО                             |
| 28  | Борзуново               | деревня         | 2                | Зайцевский            | Иншинское                                                    | Привокзальный ТО                             |
| 29  | Борисово                | деревня         | 0                | Зайцевский            | Иншинское                                                    | Привокзальный ТО                             |
| 30  | Борщевка                | село            | ↗34              | Алёшинский            | Фёдоровское                                                  | Привокзальный ТО                             |
| 31  | Буковолово              | деревня         | 4                | Алёшинский            | Фёдоровское                                                  | Привокзальный ТО                             |
| 32  | Бутырки                 | деревня         | 2                | Зайцевский            | Иншинское                                                    | Привокзальный ТО                             |
| 33  | Бушово                  | село            | 1                | Архангельский         | Рождественское                                               | Зареченский ТО                               |
| 34  | Варваровка              | деревня         | ↘101             | Ильинский             | Ильинское                                                    | Центральный ТО                               |
| 35  | Варфоломеево            | деревня         | ↗144             | Варфоломеевский       | Обидимское                                                   | Зареченский ТО                               |
| 36  | Верхнее Елькино         | деревня         | 50               | Рассветовский         | Иншинское                                                    | Привокзальный ТО                             |
| 37  | Верхние Брусы           | деревня         | 3                | Алёшинский            | Фёдоровское                                                  | Привокзальный ТО                             |
| 38  | Верхние Присады         | село            | 49               | Бежковский            | Шатское                                                      | Пролетарский ТО                              |
| 39  | Верхняя Иншинка         | деревня         | 1                | Иншинский             | Иншинское                                                    | Привокзальный ТО                             |
| 40  | Вечерняя Заря           | деревня         | 31               | Ильинский             | Ильинское                                                    | Центральный ТО                               |
| 41  | ВНИИКОП                 | посёлок         | 636              | Октябрьский           | Рождественское                                               | Зареченский ТО                               |
| 42  | Водный                  | посёлок         | 59               | Медвенский            | Медвенское                                                   | Пролетарский ТО                              |
| 43  | Военный городок Берники | посёлок         | ↗108             | Алёшинский            | Фёдоровское                                                  | Привокзальный ТО                             |
| 44  | Волково                 | деревня         | 0                | Алёшинский            | Фёдоровское                                                  | Привокзальный ТО                             |
| 45  | Волоть                  | деревня         | ↘240             | Октябрьский           | Рождественское                                               | Зареченский ТО                               |
| 46  | Волынцево               | село            | 15               | Торховский            | Медвенское                                                   | Пролетарский ТО                              |
| 47  | Волынцевский            | посёлок         | 33               | Торховский            | Медвенское                                                   | Пролетарский ТО                              |
| 48  | Волынь                  | деревня         | 12               | Рассветовский         | Иншинское                                                    | Привокзальный ТО                             |
| 49  | Восточный               | посёлок         | 45               | Рождественский        | Рождественское                                               | Зареченский ТО                               |
| 50  | Высокое                 | село            | ↘128             | Бежковский            | Шатское                                                      | Пролетарский ТО                              |
| 51  | Георгиево               | посёлок         | 66               | Фёдоровский           | Фёдоровское                                                  | Привокзальный ТО                             |
| 52  | Георгиевское            | деревня         | 80               | Бежковский            | Шатское                                                      | Пролетарский ТО                              |
| 53  | Глухие Поляны           | село            | ↗185             | Бежковский            | Шатское                                                      | Пролетарский ТО                              |
| 54  | Гнездино                | деревня         | 6                | Архангельский         | Рождественское                                               | Зареченский ТО                               |
| 55  | Городенки               | деревня         | 5                | Алёшинский            | Фёдоровское                                                  | Привокзальный ТО                             |
| 56  | Городище                | деревня         | 8                | Медвенский            | Медвенское                                                   | Пролетарский ТО                              |
| 57  | Горюшино                | деревня         | 5                | Рассветовский         | Иншинское                                                    | Привокзальный ТО                             |
| 58  | Гостеевка               | деревня         | ↗139             | Ильинский             | Ильинское                                                    | Центральный ТО                               |
| 59  | Гремячево               | деревня         | 10               | Варфоломеевский       | Обидимское                                                   | Зареченский ТО                               |
| 60  | Дементеево              | деревня         | 20               | Рассветовский         | Иншинское                                                    | Привокзальный ТО                             |
| 61  | Демидовка               | деревня         | ↘98              | Бежковский            | Шатское                                                      | Пролетарский ТО                              |
| 62  | Долгое                  | деревня         | 10               | Иншинский             | Иншинское                                                    | Привокзальный ТО                             |
| 63  | Долматовка              | деревня         | 1                | Архангельский         | Рождественское                                               | Зареченский ТО                               |
| 64  | Дорофеево               | село            | 14               | Торховский            | Медвенское                                                   | Пролетарский ТО                              |
| 65  | Ефимово                 | деревня         | 11               | Алёшинский            | Фёдоровское                                                  | Привокзальный ТО                             |
| 66  | Жировка                 | деревня         | 25               | Фёдоровский           | Фёдоровское                                                  | Привокзальный ТО                             |
| 67  | Журавка                 | деревня         | 0                | Торховский            | Медвенское                                                   | Пролетарский ТО                              |
| 68  | Журавлевка              | деревня         | 14               | Архангельский         | Рождественское                                               | Зареченский ТО                               |
| 69  | Зайцево                 | село            | ↗713             | Зайцевский            | Иншинское                                                    | Привокзальный ТО                             |
| 70  | Занино                  | деревня         | 0                | Варфоломеевский       | Обидимское                                                   | Зареченский ТО                               |
| 71  | Занино                  | деревня         | 19               | Алёшинский            | Фёдоровское                                                  | Привокзальный ТО                             |
| 72  | Зимаровка               | деревня         | 28               | Ильинский             | Ильинское                                                    | Центральный ТО                               |
| 73  | Ивановка                | деревня         | 60               | Архангельский         | Рождественское                                               | Зареченский ТО                               |
| 74  | Иврово                  | деревня         | 12               | Фёдоровский           | Фёдоровское                                                  | Привокзальный ТО                             |
| 75  | Ильинка                 | посёлок         | ↘1449            | Ильинский             | Ильинское                                                    | Центральный ТО                               |
| 76  | Ильино                  | деревня         | 26               | Варфоломеевский       | Обидимское                                                   | Зареченский ТО                               |
| 77  | Интюшово                | деревня         | 16               | Фёдоровский           | Фёдоровское                                                  | Привокзальный ТО                             |
| 78  | Иншинский               | посёлок         | ↗2146            | Иншинский             | Иншинское                                                    | Привокзальный ТО                             |
| 79  | Ионино                  | село            | 59               | Октябрьский           | Рождественское                                               | Зареченский ТО                               |
| 80  | Казачий Хутор           | деревня         | 51               | Бежковский            | Шатское                                                      | Пролетарский ТО                              |
| 81  | Квартал 147 км          | посёлок         | 1                | Прилепский            | Ильинское                                                    | Центральный ТО                               |
| 82  | Кишкино                 | деревня         | ↘98              | Прилепский            | Ильинское                                                    | Центральный ТО                               |
| 83  | Кишкино                 | деревня         | 4                | Медвенский            | Медвенское                                                   | Пролетарский ТО                              |
| 84  | Кожино                  | деревня         | 3                | Зайцевский            | Иншинское                                                    | Привокзальный ТО                             |
| 85  | Колодезное              | деревня         | 7                | Торховский            | Медвенское                                                   | Пролетарский ТО                              |
| 86  | Комаревка               | деревня         | 0                | Алёшинский            | Фёдоровское                                                  | Привокзальный ТО                             |
| 87  | Комаренки               | деревня         | 6                | Зайцевский            | Иншинское                                                    | Привокзальный ТО                             |
| 88  | Конино                  | деревня         | 0                | Варфоломеевский       | Обидимское                                                   | Зареченский ТО                               |
| 89  | Коптево                 | деревня         | ↗505             | Фёдоровский           | Фёдоровское                                                  | Привокзальный ТО                             |
| 90  | Костино                 | деревня         | 2                | Варфоломеевский       | Обидимское                                                   | Зареченский ТО                               |
| 91  | Костомарово             | деревня         | 3                | Алёшинский            | Фёдоровское                                                  | Привокзальный ТО                             |
| 92  | Красный Хутор           | деревня         | 1                | Бежковский            | Шатское                                                      | Пролетарский ТО                              |
| 93  | Криволапово             | деревня         | 0                | Зайцевский            | Иншинское                                                    | Привокзальный ТО                             |
| 94  | Кривцово                | деревня         | 25               | Варфоломеевский       | Обидимское                                                   | Зареченский ТО                               |
| 95  | Крутое                  | деревня         | ↘300             | Ильинский             | Ильинское                                                    | Центральный ТО                               |
| 96  | Крутое                  | деревня         | 11               | Бежковский            | Шатское                                                      | Пролетарский ТО                              |
| 97  | Крюковка                | деревня         | 43               | Прилепский            | Ильинское                                                    | Центральный ТО                               |
| 98  | Крюково                 | деревня         | 16               | Торховский            | Медвенское                                                   | Пролетарский ТО                              |
| 99  | Крюково                 | деревня         | 3                | Фёдоровский           | Фёдоровское                                                  | Привокзальный ТО                             |
| 100 | Кудрино                 | деревня         | 28               | Архангельский         | Рождественское                                               | Зареченский ТО                               |
| 101 | Кураково                | деревня         | 20               | Зайцевский            | Иншинское                                                    | Привокзальный ТО                             |
| 102 | Курлутовка              | деревня         | 5                | Октябрьский           | Рождественское                                               | Зареченский ТО                               |
| 103 | Кутепово                | деревня         | 14               | Варфоломеевский       | Обидимское                                                   | Зареченский ТО                               |
| 104 | Ленинский               | посёлок         | ↗7442            | Барсуковский          | рп Ленинский                                                 | Зареченский ТО                               |
| 105 | Лесной                  | посёлок         | 12               | Зайцевский            | Иншинское                                                    | Привокзальный ТО                             |
| 106 | Ливенское               | деревня         | 33               | Прилепский            | Ильинское                                                    | Центральный ТО                               |
| 107 | Липки                   | деревня         | ↘91              | Октябрьский           | Рождественское                                               | Зареченский ТО                               |
| 108 | Лобынское               | деревня         | 20               | Прилепский            | Ильинское                                                    | Центральный ТО                               |
| 109 | Логвиново               | деревня         | 6                | Зайцевский            | Иншинское                                                    | Привокзальный ТО                             |
| 110 | Луковицы                | деревня         | ↗8               | Варфоломеевский       | Обидимское                                                   | Зареченский ТО                               |
| 111 | Лутовиново              | деревня         | ↘190             | Прилепский            | Ильинское                                                    | Центральный ТО                               |
| 112 | Малахово                | деревня         | 74               | Зайцевский            | Иншинское                                                    | Привокзальный ТО                             |
| 113 | Малахово                | деревня         | ↘255             | Октябрьский           | Рождественское                                               | Зареченский ТО                               |
| 114 | Малая Еловая            | деревня         | 36               | Ильинский             | Ильинское                                                    | Центральный ТО                               |
| 115 | Малая Стрекаловка       | деревня         | 0                | Прилепский            | Ильинское                                                    | Центральный ТО                               |
| 116 | Малевка                 | деревня         | ↘208             | Ильинский             | Ильинское                                                    | Центральный ТО                               |
| 117 | Малиновка               | деревня         | 6                | Варфоломеевский       | Обидимское                                                   | Зареченский ТО                               |
| 118 | Малое Хлыново           | деревня         | 0                | Рассветовский         | Иншинское                                                    | Привокзальный ТО                             |
| 119 | Малое Хлыново           | деревня         | 0                | Фёдоровский           | Фёдоровское                                                  | Привокзальный ТО                             |
| 120 | Малые Кузьменки         | деревня         | 7                | Зайцевский            | Иншинское                                                    | Привокзальный ТО                             |
| 121 | Маршалинки              | деревня         | 2                | Зайцевский            | Иншинское                                                    | Привокзальный ТО                             |
| 122 | Марьино                 | деревня         | ↗140             | Бежковский            | Шатское                                                      | Пролетарский ТО                              |
| 123 | Маслово                 | село            | ↗364             | Фёдоровский           | Фёдоровское                                                  | Привокзальный ТО                             |
| 124 | Масловский водозабор    | посёлок         | 68               | Фёдоровский           | Фёдоровское                                                  | Привокзальный ТО                             |
| 125 | Медведки                | село            | ↘26              | Алёшинский            | Фёдоровское                                                  | Привокзальный ТО                             |
| 126 | Медвенка                | деревня         | ↗177             | Медвенский            | Медвенское                                                   | Пролетарский ТО                              |
| 127 | Мерлиновка              | деревня         | 13               | Алёшинский            | Фёдоровское                                                  | Привокзальный ТО                             |
| 128 | Молодёжный              | посёлок         | ↘1289            | Медвенский            | Медвенское                                                   | Пролетарский ТО                              |
| 129 | Морозовка               | деревня         | ↗208             | Бежковский            | Шатское                                                      | Пролетарский ТО                              |
| 130 | Мыза                    | деревня         | 59               | Иншинский             | Иншинское                                                    | Привокзальный ТО                             |
| 131 | Мыза                    | деревня         | ↘113             | Медвенский            | Медвенское                                                   | Пролетарский ТО                              |
| 132 | Натальинка              | деревня         | 27               | Алёшинский            | Фёдоровское                                                  | Привокзальный ТО                             |
| 133 | Некрасово               | деревня         | 30               | Рождественский        | Рождественское                                               | Зареченский ТО                               |
| 134 | Непрейка                | посёлок         | 18               | Зайцевский            | Иншинское                                                    | Привокзальный ТО                             |
| 135 | Нижнее Елькино          | деревня         | ↗90              | Рассветовский         | Иншинское                                                    | Привокзальный ТО                             |
| 136 | Нижние Брусы            | деревня         | 6                | Алёшинский            | Фёдоровское                                                  | Привокзальный ТО                             |
| 137 | Нижние Присады          | деревня         | ↘281             | Ильинский             | Ильинское                                                    | Центральный ТО                               |
| 138 | Нижняя Китаевка         | деревня         | ↘169             | Иншинский             | Иншинское                                                    | Привокзальный ТО                             |
| 139 | Никитино                | деревня         | 73               | Ильинский             | Ильинское                                                    | Центральный ТО                               |
| 140 | Новая Земля             | посёлок         | 0                | Фёдоровский           | Фёдоровское                                                  | Привокзальный ТО                             |
| 141 | Новая Знаменка          | деревня         | 48               | Торховский            | Медвенское                                                   | Пролетарский ТО                              |
| 142 | Новая Мыза              | посёлок         | ↗277             | Иншинский             | Иншинское                                                    | Привокзальный ТО                             |
| 143 | Новое Спасское          | деревня         | 6                | Зайцевский            | Иншинское                                                    | Привокзальный ТО                             |
| 144 | Новоселки               | деревня         | 54               | Бежковский            | Шатское                                                      | Пролетарский ТО                              |
| 145 | Новый                   | посёлок         | ↗251             | Рассветовский         | Иншинское                                                    | Привокзальный ТО                             |
| 146 | Обидимо                 | посёлок         | 2069             | Варфоломеевский       | Обидимское                                                   | Зареченский ТО                               |
| 147 | Обидимо                 | село            | ↗128             | Варфоломеевский       | Обидимское                                                   | Зареченский ТО                               |
| 148 | Октябрьский             | посёлок         | ↗1285            | Октябрьский           | Рождественское                                               | Зареченский ТО                               |
| 149 | Оленино                 | деревня         | 36               | Бежковский            | Шатское                                                      | Пролетарский ТО                              |
| 150 | Осиновая Гора           | село            | ↗4025            | Ильинский             | Ильинское                                                    | Центральный ТО                               |
| 151 | Острики                 | деревня         | 2                | Алёшинский            | Фёдоровское                                                  | Привокзальный ТО                             |
| 152 | Островки                | деревня         | 0                | Зайцевский            | Иншинское                                                    | Привокзальный ТО                             |
| 153 | Пахомово                | деревня         | 0                | Зайцевский            | Иншинское                                                    | Привокзальный ТО                             |
| 154 | Первомайский            | посёлок         | 21               | Октябрьский           | Рождественское                                               | Зареченский ТО                               |
| 155 | Первомайский            | посёлок         | 35               | Алёшинский            | Фёдоровское                                                  | Привокзальный ТО                             |
| 156 | Перевал                 | посёлок         | 0                | Бежковский            | Шатское                                                      | Пролетарский ТО                              |
| 157 | Петелино                | деревня         | ↘219             | Ильинский             | Ильинское                                                    | Центральный ТО                               |
| 158 | Петелино                | посёлок         | ↗2461            | Ильинский             | Ильинское                                                    | Центральный ТО                               |
| 159 | Петрово                 | деревня         | 60               | Иншинский             | Иншинское                                                    | Привокзальный ТО                             |
| 160 | Петровский              | посёлок         | ↗3006            | Иншинский             | Иншинское                                                    | Привокзальный ТО                             |
| 161 | Пещерово                | деревня         | ↗102             | Бежковский            | Шатское                                                      | Пролетарский ТО                              |
| 162 | Пиваловка               | деревня         | 33               | Прилепский            | Ильинское                                                    | Центральный ТО                               |
| 163 | Плеханово               | посёлок         | ↘8652            | Хрущевский            | р.п. Плеханово                                               | Зареченский ТО                               |
| 164 | Площанки                | деревня         | 17               | Алёшинский            | Фёдоровское                                                  | Привокзальный ТО                             |
| 165 | Плужниково              | деревня         | 2                | Прилепский            | Ильинское                                                    | Центральный ТО                               |
| 166 | Погромное               | деревня         | 32               | Октябрьский           | Рождественское                                               | Зареченский ТО                               |
| 167 | Полянское               | деревня         | 1                | Алёшинский            | Фёдоровское                                                  | Привокзальный ТО                             |
| 168 | Помогалово              | деревня         | 31               | Фёдоровский           | Фёдоровское                                                  | Привокзальный ТО                             |
| 169 | Поповкино               | деревня         | 19               | Варфоломеевский       | Обидимское                                                   | Зареченский ТО                               |
| 170 | Придорожный             | посёлок         | 20               | Медвенский            | Медвенское                                                   | Пролетарский ТО                              |
| 171 | Прилепские Выселки      | деревня         | 11               | Прилепский            | Ильинское                                                    | Центральный ТО                               |
| 172 | Прилепы                 | деревня         | ↘48              | Прилепский            | Ильинское                                                    | Центральный ТО                               |
| 173 | Прилепы                 | посёлок         | ↘629             | Прилепский            | Ильинское                                                    | Центральный ТО                               |
| 174 | Присады                 | посёлок         | 37               | Бежковский            | Шатское                                                      | Пролетарский ТО                              |
| 175 | Прудное                 | деревня         | ↗274             | Иншинский             | Иншинское                                                    | Привокзальный ТО                             |
| 176 | Пятницкое               | деревня         | →4               | Зайцевский            | Иншинское                                                    | Привокзальный ТО                             |
| 177 | Пятницкое               | село            | ↘24              | Варфоломеевский       | Обидимское                                                   | Зареченский ТО                               |
| 178 | Раздолки                | деревня         | 5                | Рассветовский         | Иншинское                                                    | Привокзальный ТО                             |
| 179 | Рассвет                 | посёлок         | ↘3760            | Рассветовский         | Иншинское                                                    | Привокзальный ТО                             |
| 180 | Ратово                  | деревня         | 11               | Иншинский             | Иншинское                                                    | Привокзальный ТО                             |
| 181 | Рвы                     | деревня         | 65               | Рассветовский         | Иншинское                                                    | Привокзальный ТО                             |
| 182 | Рвы                     | посёлок станции | 10               | Рассветовский         | Иншинское                                                    | Привокзальный ТО                             |
| 183 | Ревякино                | посёлок         | 29               | Октябрьский           | Рождественское                                               | Зареченский ТО                               |
| 184 | Рождественка            | деревня         | ↘92              | Рождественский        | Рождественское                                               | Зареченский ТО                               |
| 185 | Рождественский          | посёлок         | ↘2012            | Рождественский        | Рождественское                                               | Зареченский ТО                               |
| 186 | Рождество               | деревня         | 18               | Алёшинский            | Фёдоровское                                                  | Привокзальный ТО                             |
| 187 | Руднево                 | село            | 14               | Медвенский            | Медвенское                                                   | Пролетарский ТО                              |
| 188 | Рыдомо                  | деревня         | 11               | Алёшинский            | Фёдоровское                                                  | Привокзальный ТО                             |
| 189 | Садки                   | деревня         | 47               | Зайцевский            | Иншинское                                                    | Привокзальный ТО                             |
| 190 | Сальково                | деревня         | 2                | Варфоломеевский       | Обидимское                                                   | Зареченский ТО                               |
| 191 | Самылинка               | деревня         | 0                | Октябрьский           | Рождественское                                               | Зареченский ТО                               |
| 192 | Севрюково               | деревня         | 28               | Октябрьский           | Рождественское                                               | Зареченский ТО                               |
| 193 | Сежа                    | посёлок         | 20               | Бежковский            | Шатское                                                      | Пролетарский ТО                              |
| 194 | Сеженские Выселки       | деревня         | ↘86              | Бежковский            | Шатское                                                      | Пролетарский ТО                              |
| 195 | Селиховое               | деревня         | 21               | Алёшинский            | Фёдоровское                                                  | Привокзальный ТО                             |
| 196 | Семеновка               | деревня         | 45               | Рождественский        | Рождественское                                               | Зареченский ТО                               |
| 197 | Сергеево                | деревня         | 0                | Зайцевский            | Иншинское                                                    | Привокзальный ТО                             |
| 198 | Сергиевский             | посёлок         | ↘500             | Прилепский            | Ильинское                                                    | Центральный ТО                               |
| 199 | Сигитово                | деревня         | 4                | Бежковский            | Шатское                                                      | Пролетарский ТО                              |
| 200 | Сине-Тулица             | деревня         | 10               | Медвенский            | Медвенское                                                   | Пролетарский ТО                              |
| 201 | Скобелево               | деревня         | 60               | Рождественский        | Рождественское                                               | Зареченский ТО                               |
| 202 | Скорнево                | деревня         | 32               | Архангельский         | Рождественское                                               | Зареченский ТО                               |
| 203 | Слободка                | село            | →865             | Октябрьский           | Рождественское                                               | Зареченский ТО                               |
| 204 | Старое Басово           | деревня         | ↗540             | Ильинский             | Ильинское                                                    | Центральный ТО                               |
| 205 | Старое Петрищево        | деревня         | 9                | Алёшинский            | Фёдоровское                                                  | Привокзальный ТО                             |
| 206 | Сторожевое              | деревня         | 42               | Фёдоровский           | Фёдоровское                                                  | Привокзальный ТО                             |
| 207 | Сторожевое              | посёлок станции | 14               | Фёдоровский           | Фёдоровское                                                  | Привокзальный ТО                             |
| 208 | Страхово                | деревня         | 7                | Медвенский            | Медвенское                                                   | Пролетарский ТО                              |
| 209 | Струково                | деревня         | 14               | Рассветовский         | Иншинское                                                    | Привокзальный ТО                             |
| 210 | Стукалово               | деревня         | 7                | Иншинский             | Иншинское                                                    | Привокзальный ТО                             |
| 211 | Судаково                | деревня         | ↗298             | Рассветовский         | Иншинское                                                    | Привокзальный ТО                             |
| 212 | Татьево                 | деревня         | 18               | Рассветовский         | Иншинское                                                    | Привокзальный ТО                             |
| 213 | Темненево               | деревня         | 2                | Зайцевский            | Иншинское                                                    | Привокзальный ТО                             |
| 214 | Тёплое                  | деревня         | 29               | Торховский            | Медвенское                                                   | Пролетарский ТО                              |
| 215 | Тёплое                  | село            | ↗117             | Шатский               | Шатское                                                      | Пролетарский ТО                              |
| 216 | Тесницкая               | посёлок станции | 13               | Октябрьский           | Рождественское                                               | Зареченский ТО                               |
| 217 | Тесницкий               | посёлок         | 14               | Октябрьский           | Рождественское                                               | Зареченский ТО                               |
| 218 | Тихвинка                | деревня         | ↘193             | Ильинский             | Ильинское                                                    | Центральный ТО                               |
| 219 | Торхово                 | посёлок         | ↘814             | Торховский            | Медвенское                                                   | Пролетарский ТО                              |
| 220 | Торхово                 | село            | ↗74              | Торховский            | Медвенское                                                   | Пролетарский ТО                              |
| 221 | Труново                 | деревня         | 8                | Зайцевский            | Иншинское                                                    | Привокзальный ТО                             |
| 222 | Труфаново               | деревня         | 3                | Зайцевский            | Иншинское                                                    | Привокзальный ТО                             |
| 223 | Уваровка                | деревня         | 16               | Рассветовский         | Иншинское                                                    | Привокзальный ТО                             |
| 224 | Ульяновка               | деревня         | 55               | Рождественский        | Рождественское                                               | Зареченский ТО                               |
| 225 | Фалдино                 | село            | 77               | Прилепский            | Ильинское                                                    | Центральный ТО                               |
| 226 | Фёдоровка               | деревня         | 34               | Архангельский         | Рождественское                                               | Зареченский ТО                               |
| 227 | Фёдоровка               | село            | ↘1105            | Фёдоровский           | Фёдоровское                                                  | Привокзальный ТО                             |
| 228 | Форино                  | деревня         | 3                | Октябрьский           | Рождественское                                               | Зареченский ТО                               |
| 229 | Фроловка                | деревня         | 4                | Прилепский            | Ильинское                                                    | Центральный ТО                               |
| 230 | Харино                  | деревня         | ↗196             | Рассветовский         | Иншинское                                                    | Привокзальный ТО                             |
| 231 | Хмелевое                | деревня         | 6                | Рассветовский         | Иншинское                                                    | Привокзальный ТО                             |
| 232 | Хомутовка               | деревня         | 6                | Варфоломеевский       | Обидимское                                                   | Зареченский ТО                               |
| 233 | Хомяково                | деревня         | ↘119             | Октябрьский           | Рождественское                                               | Зареченский ТО                               |
| 234 | Хопилово                | деревня         | ↗91              | Рассветовский         | Иншинское                                                    | Привокзальный ТО                             |
| 235 | Хрущёво                 | село            | ↗3431            | Хрущевский            | Хрущевское                                                   | Зареченский ТО                               |
| 236 | Частинские Выселки      | деревня         | 19               | Бежковский            | Шатское                                                      | Пролетарский ТО                              |
| 237 | Частое                  | село            | ↗260             | Бежковский            | Шатское                                                      | Пролетарский ТО                              |
| 238 | Чириково                | деревня         | 3                | Зайцевский            | Иншинское                                                    | Привокзальный ТО                             |
| 239 | Шатск                   | посёлок         | ↘2702            | Шатский               | Шатское                                                      | Пролетарский ТО                              |
| 240 | Шевелевка               | деревня         | 0                | Зайцевский            | Иншинское                                                    | Привокзальный ТО                             |
| 241 | Ширино                  | деревня         | 11               | Фёдоровский           | Фёдоровское                                                  | Привокзальный ТО                             |
| 242 | Щепилово                | село            | 83               | Медвенский            | Медвенское                                                   | Пролетарский ТО                              |
| 243 | Южный                   | посёлок         | ↘469             | Зайцевский            | Иншинское                                                    | Привокзальный ТО                             |
| 244 | Юрьево                  | деревня         | 59               | Иншинский             | Иншинское                                                    | Привокзальный ТО                             |
| 245 | Ямны                    | деревня         | ↘329             | Фёдоровский           | Фёдоровское                                                  | Привокзальный ТО                             |
| 246 | Янчерево                | деревня         | 1                | Фёдоровский           | Фёдоровское                                                  | Привокзальный ТО                             |

Упразднённые населённые пункты:
- 1986 год — деревни Андреевка и Труфаново Алешинского сельсовета, деревня Бурково Варфоломеевского сельсовета, посёлок Шатск I-й Шатского сельсовета[27].
- 1995 год — поселок Горки объединен с деревне Щепилово, деревня Нижняя Иншинка с селом Маслово, поселок Восход с деревней Коптево[28]

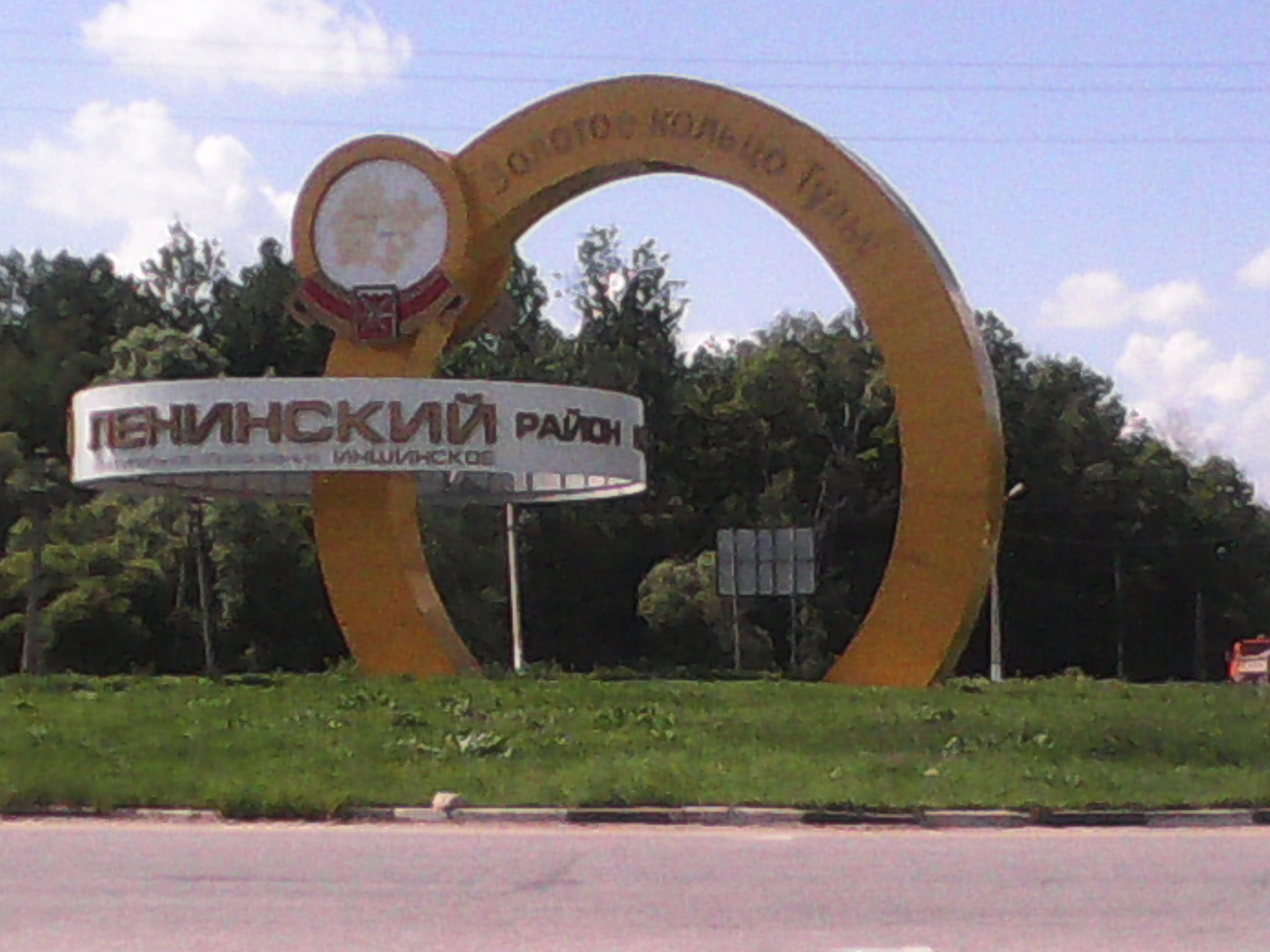

## Транспорт
Через район проходят железные дороги «Тула—Сухиничи», «Тула—Калуга», а также ветка Тульского отделения Московской железной дороги (южное направление). С 1905 по 1996 гг. на территории района действовала Тула-Лихвинская узкоколейная железная дорога.

## Культура
- МБУК центр культуры пос. совхоза им. Ленина,
- Дом культуры
- культурный центр

## Археология
- Городище XI—XII веков около деревни Кетри[29] имело площадь около 1 га, вал из остатков крепостной стены, достигавший в высоту 3 м, и сельскую округу площадью ок. 24 га. На городище нашли несколько разрушенных сосудов, шиферные пряслица, дротовый медный браслет, медную подвеску лунницу, застежку-сульгам[30]. Поселение дважды сгорело — в XI и в XII веке. После первого пожара поселение славян опустело и было вновь заселено носителями древнерусской культуры[31].

## Известные жители и уроженцы
- Трещёв, Константин Михайлович (1922-2015г.г.) — советский офицер, участник Великой Отечественной войны, военный лётчик-испытатель, Герой Советского Союза.